# ایلایدا آلیشان
ایلایدا آلیشان (به ترکی، استانبولی İlayda Alişan) (زاده ۲۶ فوریه ۱۹۹۶) یک هنرپیشه اهل کشور ترکیه است.

## زندگی و شغل
علیشان در ۲۶ فوریه ۱۹۹۶ در استانبول به دنیا آمد. او فارغ‌التحصیل دبیرستان بهجت کمال چاگلار است. علاقه او به بازیگری از سنین جوانی آغاز شد و در سال ۲۰۱۱ با بازی در مجموعهٔ تلویزیونی تلویزیونی من یک بچه را دوست داشتم اولین حضور تلویزیونی خود را داشت. او با ایفای نقش‌های تکراری در مجموعهٔ تلویزیونی‌هایی چون رؤیا، از عشق به من بگو، دلشکسته، نام من گلتپه و سرچه سرایی به فعالیت خود ادامه داد.
در سال ۲۰۱۷، علیشان در مجموعهٔ تلویزیونی تلویزیونی گودال با بازی در کنار آراس بولوت اینملی و دیلان چیچک دنیز انتخاب شد.بین سال‌های ۲۰۱۹ تا ۲۰۲۰، او نقشی تکراری در مجموعهٔ تلویزیونی اصلی نتفلیکس هاکان: نگهبان داشت. در سال ۲۰۱۹، او به گروه بازیگران قهرمان، پیوست.
در سال ۲۰۲۱، علیشان اولین بازی خود را در مجموعهٔ تلویزیونی معصومیت انجام داد، و شخصیت آلا را به تصویر کشید.

## فیلم‌شناسی
| تلویزیون  | تلویزیون                 | تلویزیون         | تلویزیون  |
| سال       | عنوان                    | نقش              | یادداشت   |
| --------- | ------------------------ | ---------------- | --------- |
| ۲۰۱۱      | من یک کودک را دوست داشتم | مروه             | نقش مکمل  |
| ۲۰۱۳      | قلب شکن                  | خارق‌العاده       | نقش مکمل  |
| ۲۰۱۴      | اسم من گلتپه است         | نورتن            | نقش مکمل  |
| ۲۰۱۵      | کاخ گنجشک                | Sinem            | نقش مکمل  |
| ۲۰۱۶      | از عشق به من بگو         | سپتامبر ارن      | نقش مکمل  |
| ۲۰۱۷      | رؤیا                     | Cemre            | نقش مکمل  |
| ۲۰۱۷–۲۰۲۱ | گودال                    | اکشین کوچوالی    | نقش مکمل  |
| ۲۰۱۹–۲۰۲۰ | هاکان: نگهبان            | آیلین            | نقش مکمل  |
| ۲۰۱۹–۲۰۲۰ | قهرمان                   | نسلیهان گونالتای | نقش مکمل  |
| ۲۰۲۱      | درمانگر                  | اوزلم نارین      | نقش رهبری |
| ۲۰۲۱      | معصومیت                  | الا یوکسل        | نقش رهبری |
| ۲۰۲۱      | اتاق قرمز                | سویدا            | نقش مهمان |
| ۲۰۲۲–     | Seversin                 | آسیا چلیکباس     | نقش رهبری |
| ۲۰۲۳      | پرندگان آتش              | گل عایشه         | نقش رهبری |

| فیلم‌ها | فیلم‌ها         | فیلم‌ها | فیلم‌ها   |
| سال    | عنوان          | نقش    | یادداشت  |
| ------ | -------------- | ------ | -------- |
| ۲۰۲۲–  | ۱۰ روز مرد خوب | _      | نقش مکمل |

## جوایز و نامزدی
| سال  | جایزه                               | دسته‌بندی                           | نتیجه    | منبع        |
| ---- | ----------------------------------- | ---------------------------------- | -------- | ----------- |
| ۲۰۱۹ | جوایز رسانه ای دانشگاه فنی کارادنیز | ظهور بازیگر زن سال                 | نامزدشده |             |
| ۲۰۱۹ | جوایز جوانان ترکیه                  | بهترین بازیگر نقش مکمل زن تلویزیون | نامزدشده |             |
| ۲۰۱۹ | جایزه ورودی                         | بهترین اینفلوئنسر                  | پیروز    | [ ۵ ]       |
| ۲۰۲۰ | ۴۶مین جوایز پروانه طلایی            | ستارهٔ درخشان                       | پیروز    | [ ۶ ] [ ۷ ] |